# MacOS Catalina
macOS Catalina (wersja 10.15) – szesnaste główne wydanie systemu operacyjnego z rodziny macOS (wcześniej OS X) firmy Apple dla komputerów typu Macintosh. Jest następcą systemu macOS Mojave.
Pierwsza beta macOS Catalina została udostępniona po konferencji Worldwide Developers Conference (WWDC), która miała miejsce 3 czerwca 2019 roku. Pierwsza publiczna beta została wydana 24 czerwca tegoż roku, a 7 października 2019 r. wyszła pierwsza stabilna wersja systemu.
W systemie macOS Catalina usunięto obsługę aplikacji 32-bitowych. W miejsce programu iTunes wprowadzono odrębne aplikacje do muzyki, podcastów i telewizji.

## Wymagania techniczne
System macOS Catalina wymaga co najmniej 4 GB RAM. Może zostać zainstalowany na następujących urządzeniach:
- iMac (2012 r. lub nowszy)
- MacBook (2015 r. lub nowszy)
- MacBook Pro (2012 r. lub nowszy)
- MacBook Air (2012 r. lub nowszy)
- Mac Mini (2012 r. lub nowszy)
- Mac Pro (2013 r. lub nowszy, z kartą graficzną spełniającą wymagania API Metal)
- iMac Pro (2017 r. lub nowszy)